# المخربية (لودر)

تعديل مصدري - تعديل

المخربية هي إحدى قرى عزلة زارة بمديرية لودر التابعة لمحافظة أبين، بلغ تعداد سكانها 151 نسمة حسب تعداد اليمن لعام 2004.